# Helicopsyche browni
Helicopsyche browni là một loài Trichoptera trong họ Helicopsychidae. Chúng phân bố ở miền Australasia.